# フロスト・ムスリン円
フロスト円（フロストえん、独: Frost-Kreis）は、単環化合物が芳香族性を持つかどうかを判断するためのグラフ的手法である。 アメリカ人化学者アーサー・A・フロストとボリス・ムスリンにより開発された。平面単環化合物の軌道エネルギーおよび共役分子全体の安定性を見積ることができる。

## ヒュッケル則
20世紀前半に量子化学が創始されると、芳香族の基準が考案された。1930年代、エーリヒ・ヒュッケルにより次のような基準が発表され、ヒュッケル則と呼ばれている。
- 芳香族とは (4n + 2) 個のπ電子を持つ平面単環分子である。
- π電子とは、分子面に沿って存在せず、その上下に分布する電子をいう[2]。

実験的に観測されているベンゼン（組成式: C6H6）の特異的安定性は芳香族結合の原型であるが、ヒュッケルはこの理由が結合性分子オービタルが(4 · 1 + 2 = 6) 個のπ電子によって二重占有されていることであると明らかにした。LCAO法を用いると、構成原子の原子オービタルを「混合」する（シュレーディンガー方程式の解同士の計算上線形結合をとる）。分子オービタルは結合性オービタルと非結合性オービタルと反結合性オービタルとに分類され、フントの規則に従ってエネルギーの低い順に占有される。

## フロスト円の構成
n員環を、頂点が下に向くよう書き、その頂点を通る円を書く。フロストによる表記に従えば、この円の半径は 2βとする。軌道 m = 0 〜 n の軌道エネルギーはそれぞれ、 sin(m · 360°/n − 90°)· 2β もしくは sin(m · 2 π/n − π/2)· 2βという公式に従って得られる。

## シクロプロペニルカチオン・アニオンの例
まず、横軸上に中心をもつ半径 2β の円を描く。この円の上にn員環を頂点が下に向くように描く。n員環と円の接点が分子軌道の相対エネルギーを表わす。

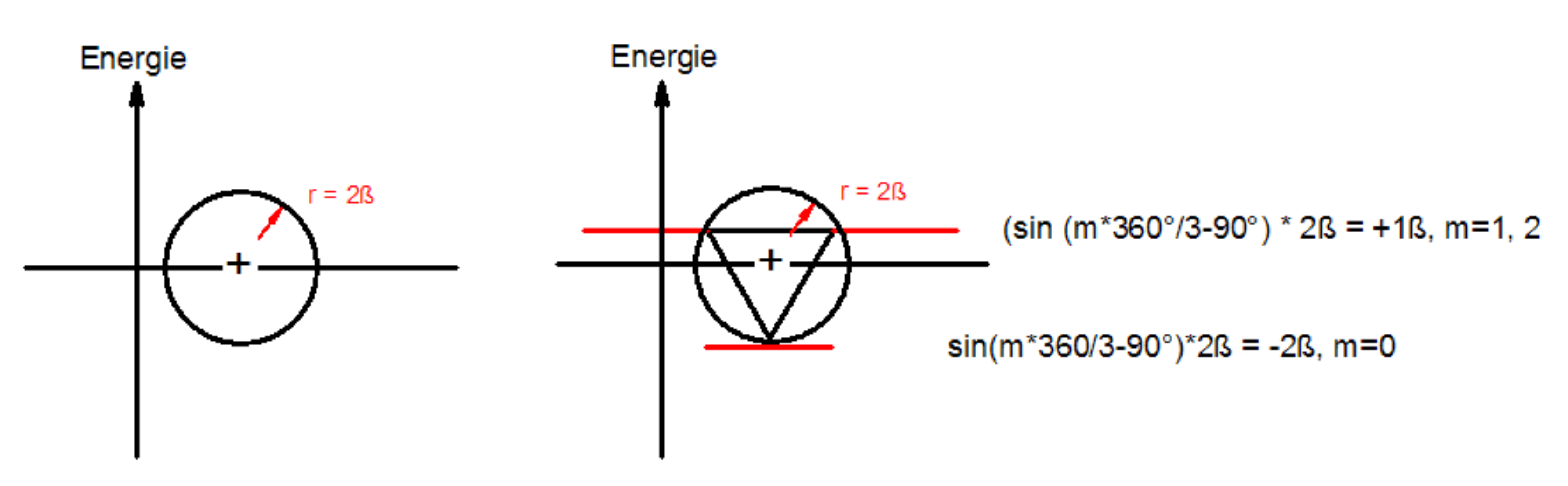

ヒュッケルによれば、系が芳香族となるのは、全ての結合性軌道が二重占有されているような場合である。

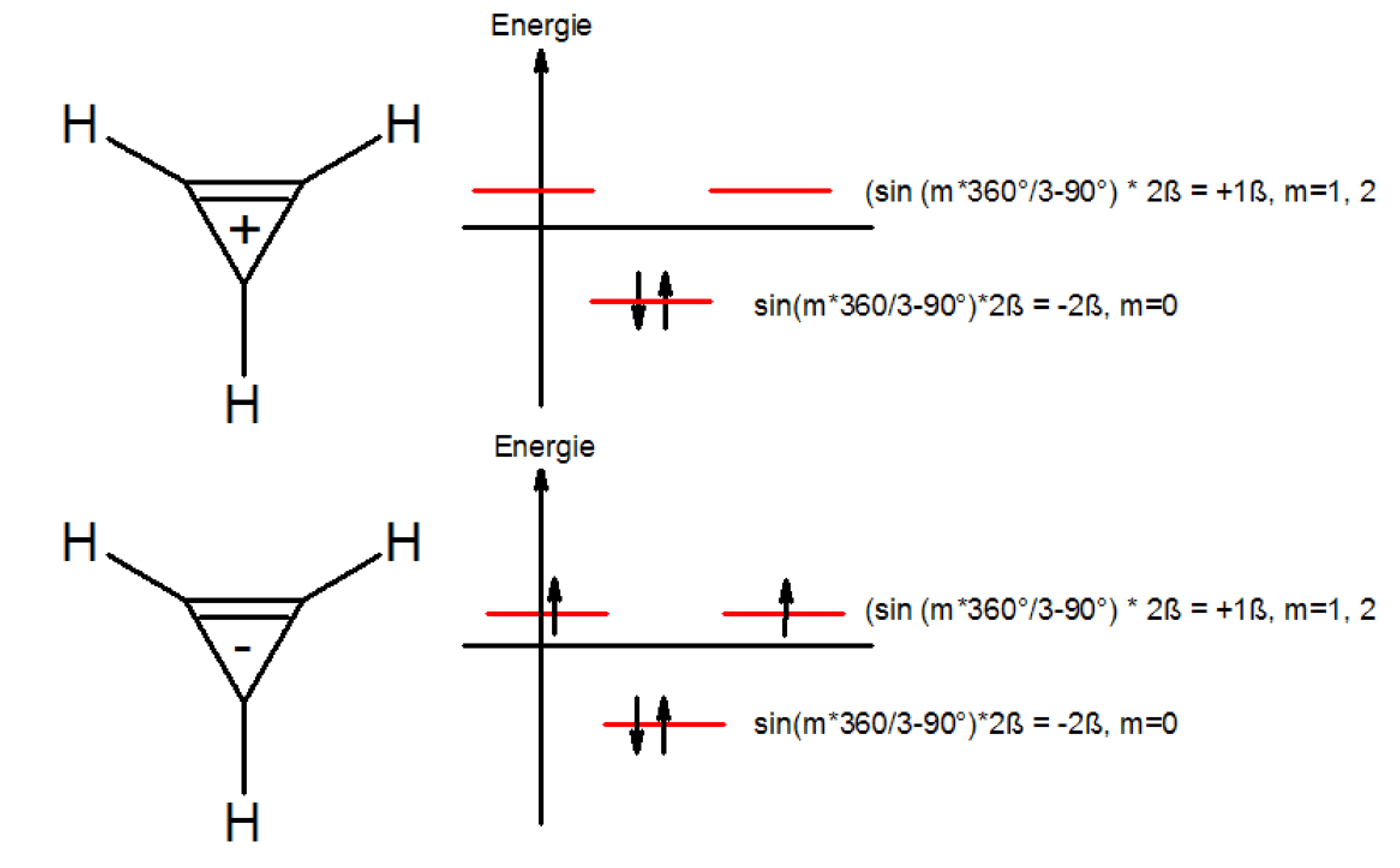

シクロプロペニルカチオン C3H3+ は芳香族となる。非局在化によるエネルギー利得 ΔE は 2e−·(−2β) = −4βのように求められる。対してシクロプロペニルアニオン C3H3− はジラジカル構造を持ち、ΔE = β + β − 2β = 0 となる。

## シクロブタジエンの例

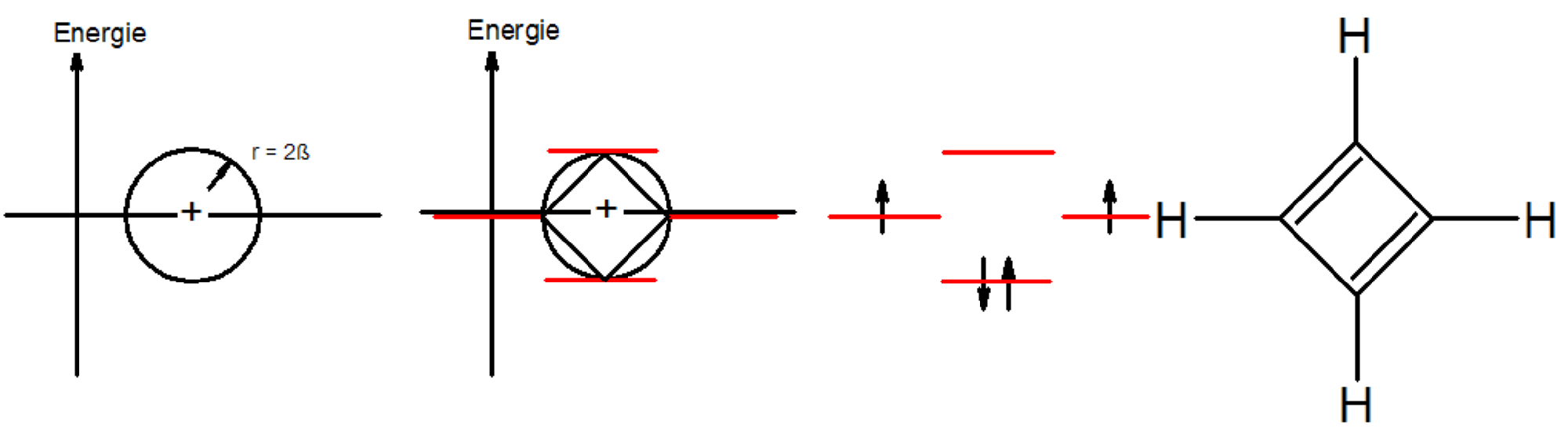

π電子の非局在化によりジラジカル構造が得られる場合もある。シクロブタジエンは芳香族ではない。